# Heritage (Neuronium)
Heritage is het zevende studioalbum van de groep Neuronium, bestaande uit slechts één man: Michel Huygen. Het werd vrijwel direct gevolgd door Capturing Holograms onder eigen naam Michel Huygen, dat nooit officieel werd overgezet naar compact disc (gegevens april 2022)
Huygen nam het album op in juni 1984 te Barcelona. Het album werd in Nederland uitgegeven door Jive Electro, waarop ook enkele albums van Tangerine Dream (periode 1984-1988) werden uitgebracht. Het album heeft te lijden van het gebruik van synthesizers uit de jaren 80 (dun geluid) alsmede de gebruikte ongeïnspireerde drummachine, anderen stoorden zich daar minder aan. 
De compact-discversie uit 1988 kreeg een nieuw hoesontwerp; dit maal van José Mena.

## Musici
- Michel Huygen – synthesizers
- Santi Pico - gitaar

## Muziek
| Nr. | Titel                    | Duur  |
| --- | ------------------------ | ----- |
| 1.  | Secret audience (Huygen) | 9:18  |
| 2.  | Reprisal (Huygen)        | 11:43 |

| Nr. | Titel                | Duur  |
| --- | -------------------- | ----- |
| 1.  | Torquemada (Huygen)  | 5:54  |
| 2.  | Lethal dose (Huygen) | 14:16 |